# Kırıkkale
Kırıkkale es un distrito y una ciudad situada en la región de Anatolia Central, en Turquía, siendo la capital de la provincia de Kırıkkale. Se encuentra a 80 km al este de Ankara que es la ciudad capital de Turquía. Cuenta con una población de 192.257 habitantes (2007). El nombre de la ciudad significa "castillo roto".
La ciudad de Kırıkkale se encuentra en la línea de ferrocarril que va desde Ankara hasta Kayseri, cerca del río Kizil Irmak. Gracias al establecimiento de fábricas de acero en la década de los años 1950, la ciudad creció con rapidez. Dicha industria, entre las más grandes del país, está especializada en el acero de aleación de alta calidad y en la maquinaria. En los años 1960, aparecieron además plantas químicas.